# تعداد السعودية 2022
تعداد السعودية 2022 هو التعداد الخامس في تاريخ المملكة العربية السعودية، وبحسب التعداد بلغ عدد السكان 32.175.224 نسمة، في زيادة بنحو 5 ملايين نسمة عن تعداد عام 2010م، حيث بلغ عدد السكان آنذاك "27,136,977" نسمة. وظفت السعودية في هذا التعداد أفضل المعايير والممارسات الدولية في التعدادات السكانية المعمول بها في دول مجموعة العشرين والمطبقة في الدول الأعضاء ضمن منظمة التعاون الاقتصادي والتنمية، حيث تم للمرة الأولى استخدام التقنيات الحديثة في تنفيذ أعمال التعداد، كالاستفادة من صور الأقمار الصناعية؛ لضمان تغطية أشمل للنطاق العمراني في جميع المناطق والمحافظات التي شملتها النهضة التنموية خلال السنوات العشر الماضية.

## ليلة الإسناد الزمني
صدرت موافقة الملك سلمان بن عبد العزيز في 26 يناير 2022، بأن تكون ليلة الإسناد الزمني للتعداد العام للسكان والمساكن لعام 1443هـ/2022م، في مساء يوم الاثنين 8 شوال 1443هـ الموافق 10 مايو 2022م.

## تحديث العناوين
هي إحدى الخطوات الأساسية في أعمال التعداد، بدأت يوم 26 يناير 2022، وتم تنفيذها من خلال زيارة الباحثين الميدانيين للوحدات السكنية كافة، ويجري خلالها حصر جميع الوحدات السكنية المأهولة وغير المأهولة داخل المملكة، ووضع ملصقات التعداد الذكية عليها التي تحتوي على رمز استجابة سريع خاص بكل وحدة سكنية لربط الوحدات المأهولة رَقميًّا بهوية رب الأسرة.

## العد الذاتي
تميز تعداد السعودية 2022م بتوفير خيار العدّ الذاتي الذي يُمكن من خلاله استيفاء بيانات استمارة التعداد إلكترونيًّا عن طريق بوابة الهيئة على الإنترنت دون الحاجة إلى زيارة الباحث الميداني، فيما ستستمر مشاركة الباحثين الميدانيين للتأكد من شمول التعداد لجميع شرائح المجتمع من مواطنين ومقيمين داخل المملكة.

## الخط الزمني
- 26 يناير 2022: انطلاق مرحلة تحديث العناوين.
- 10 مارس 2022: نهاية مرحلة تحديث العناوين.
- 10 مايو 2022: مرحلة العد الفعلي.
- 31 مايو 2023: أعلنت الهيئة العامة للإحصاء النتائج الرئيسية للتعداد.

## النتائج الرئيسة لتعداد السعودية 2022
- بلغ عدد السعوديين 18.8 مليون نسمة بنسبة 58.4 %، بينما بلغ عدد غير السعوديين 13.4 مليون نسمة بنسبة 41.6 %.
- بلغ عدد الذكور 19.7 مليون نسمة بنسبة 61 %، في حين بلغ عدد الإناث 12.5 مليون نسمة بنسبة 39 %.
- مثَّل عدد السكان في مناطق الرياض، ومكة المكرمة، والمنطقة الشرقية ما نسبته 68 % من إجمالي عدد سكان السعودية.
- تعد الرياض أكبر المدن السعودية من حيث عدد السكان، تليها جدة ومكة المكرمة والمدينة المنورة والدمام.[4]

| المنطقة         | الإجمالي   | سعودي      | غير سعودي  |
| --------------- | ---------- | ---------- | ---------- |
| الرياض          | 8,591,748  | 4,439,210  | 4,152,538  |
| مكة المكرمة     | 8,021,463  | 4,153.723  | 3,867,740  |
| المنطقة الشرقية | 5,125,254  | 2,949,854  | 2,175,400  |
| المدينة المنورة | 2,137,983  | 1,352,146  | 785,837    |
| عسير            | 2,024,285  | 1,444,688  | 579,597    |
| جازان           | 1,404,997  | 1,002,779  | 402,218    |
| القصيم          | 1,336,179  | 926,490    | 409,689    |
| تبوك            | 886,036    | 637,601    | 248,435    |
| حائل            | 746,406    | 527,885    | 218,521    |
| الجوف           | 595,822    | 440,264    | 155,558    |
| نجران           | 592,300    | 394,976    | 197,324    |
| الحدود الشمالية | 373,577    | 271,358    | 102,219    |
| الباحة          | 339,174    | 251,288    | 87,886     |
| الإجمالي        | 32,175,224 | 18,792,262 | 13,382,962 |

## وصلات خارجية
- الموقع الرسمي